# Glennon Patrick Flavin
Glennon Patrick Flavin (* 2. März 1916 in St. Louis, Missouri; † 27. August 1995 in Denton, Nebraska) war ein US-amerikanischer römisch-katholischer Geistlicher. Flavin war Diözesanbischof des Bistums Lincoln.

## Leben
Glennon Flavin wurde als Jüngster von sechs Geschwistern eines Polizisten in St. Louis geboren. Sein Bruder Cornelius wurde später ebenfalls Priester. Nach dem Schulbesuch an der St. Louis University High School, einer von Jesuiten geführten Schule für Jungen, absolvierte Flavin das Kenrick–Glennon Seminary, ein Priesterseminar, in Shewsbury (Missouri).
John Joseph Glennon, der Erzbischof von St. Louis, weihte Flavin am 20. Dezember 1941 zum Priester. Sein seelsorgerisches Wirken begann Flavin als Kurat an der St. Michael Church. Auch unterrichtete er Algebra an der Cathedral Latin School, ebenfalls in St. Louis gelegen. 1949 wurde er Kurat an der Cathedral Basilica of Saint Louis sowie Privatsekretär des neuen Erzbischofs Joseph Elmer Ritter.
Papst Pius XII. ernannte Flavin am 17. April 1957 zum Weihbischof von St. Louis und Titularbischof von Ioannina. Am 30. Mai desselben Jahres fand die Bischofsweihe statt, welche ihm Erzbischof Ritter und die Mitkonsekratoren, die Bischöfe Charles Herman Helmsing und Leo Christopher Byrne, spendeten. Neben seinen bischöflichen Verpflichtungen diente Flavin auch als Kaplan an der Our Lady of Lourdes Church in University City (Missouri).
Nachdem James Vincent Casey im Februar 1967 zum Erzbischof von Denver bestimmt worden war, wurde Flavin am 29. Mai desselben Jahres von Papst Paul VI. zum siebten Bischof von Lincoln in Nebraska ernannt. Flavin galt einerseits als Bischof, unter dessen Führung die Anzahl der Priesterweihen deutlich anstieg, jedoch vertrat er sehr konservative Ansichten. So untersagte er 1981 Frauen, bei Gottesdiensten als Lektorinnen zu fungieren. Weiters wurde unter Flavins Federführung bereits 1976 die School Sisters of Christ the King gegründet.
Nach knapp 25 Jahren an der Spitze von Lincoln trat Flavin am 24. März 1992, nach der Genehmigung durch Papst Johannes Paul II., von seinem Amt zurück.
Er starb drei Jahre danach, im August 1995, an Krebs. Er wurde 79 Jahre alt.